# Danh sách album nhạc phim Digimon Frontier
Dưới đây là danh sách toàn bộ album nhạc phim trong series Digimon Frontier.

## Tổng quan
| STT | Tên album        | Ngày phát hành                                           | Tham khảo           |
| --- | ---------------- | -------------------------------------------------------- | ------------------- |
| 1   | Digimon Frontier | Digimon Frontier Uta to Ongaku Shuu                      | 22 tháng 8 năm 2002 |
| 2   | Digimon Frontier | Digimon Frontier Character Song Collection: “Salamander” | 2 tháng 10 năm 2002 |
| 3   | Digimon Frontier | Digimon Frontier Christmas Smile                         | 6 tháng 11 năm 2002 |
| 4   | Digimon Frontier | Digimon Frontier Best Hit Parade                         | 2 tháng 4 năm 2003  |

## Danh sách chi tiết

### Digimon Frontier Uta to Ongaku Shuu
Toàn bộ soundtrack được hòa âm bởi Arisawa Takanori
| STT              | Nhan đề                                                                           | Phổ lời          | Phổ nhạc         | Trình bày        | Thời lượng |
| ---------------- | --------------------------------------------------------------------------------- | ---------------- | ---------------- | ---------------- | ---------- |
| 1.               | "FIRE!! (TV size)" (FIRE!! (TV サイズ))                                           | Yamada Hiroshi   | Oota Michihiko   | Wada Kouji       | 1:33       |
| 2.               | "Avant" (アバン)                                                                  |                  | Arisawa Takanori |                  | 1:02       |
| 3.               | "Sub Title" (サブ • タイトル)                                                     |                  | Arisawa Takanori |                  | 0:11       |
| 4.               | "Digimon Frontier no Theme" (デジモンフロンティアのテーマ)                        |                  | Arisawa Takanori |                  | 3:10       |
| 5.               | "Honou no Theme ~Takuya no Theme~" (炎のテーマ~拓也のテーマ~)                     |                  | Arisawa Takanori |                  | 1:26       |
| 6.               | "Hikari no Theme ~Kouji no Theme~" (光のテーマ~輝二のテーマ~)                     |                  | Arisawa Takanori |                  | 1:32       |
| 7.               | "Yami no Theme ~Kōichi no Theme~" (闇のテーマ~輝一のテーマ~)                      |                  | Arisawa Takanori |                  | 1:49       |
| 8.               | "Kaze no Theme ~Izumi no Theme~" (風のテーマ~泉のテーマ~)                         |                  | Arisawa Takanori |                  | 1:56       |
| 9.               | "Ikazuchi no Theme ~Junpei no Theme~" (雷のテーマ~順平のテーマ~)                  |                  | Arisawa Takanori |                  | 1:44       |
| 10.              | "Kouri no Theme ~Tomoki no Theme~" (氷のテーマ~友樹のテーマ~)                     |                  | Arisawa Takanori |                  | 2:03       |
| 11.              | "Bokomon & Neemon no Theme" (ポコモン&ネーモンのテーマ)                           |                  | Arisawa Takanori |                  | 1:37       |
| 12.              | "Hashiru Kisha ~Locomon no Theme~" (走る汽車~ロコモンのテーマ~)                   |                  | Arisawa Takanori |                  | 1:08       |
| 13.              | "Kuchite Iku Digital World" (朽ちていくデジタルワールド)                          |                  | Arisawa Takanori |                  | 0:36       |
| 14.              | "Kyoufu" (恐怖)                                                                   |                  | Arisawa Takanori |                  | 2:26       |
| 15.              | "Aku no Gotoushi" (悪の五闘士)                                                    |                  | Arisawa Takanori |                  | 2:12       |
| 16.              | "Densetsu no Juutoushi" (伝説の十闘士)                                            |                  | Arisawa Takanori |                  | 2:28       |
| 17.              | "Attack the Frontier" (アタック・ザ・フロンティア)                                |                  | Arisawa Takanori |                  | 2:10       |
| 18.              | "With The Will (TV size)" (EVO (進化サイズ))                                      | Oomori Shouko    | Watanabe Cheru   | Wada Kouji       | 1:46       |
| 19.              | "With The Will (BGM ver)" (With The Will (BGM ver.))                              |                  | Arisawa Takanori |                  | 3:00       |
| 20.              | "A long time ago..."                                                              |                  | Arisawa Takanori |                  | 1:47       |
| 21.              | "Lucemon no Theme" (ルーチェモンのテーマ)                                         |                  | Arisawa Takanori |                  | 2:43       |
| 22.              | "Ophanimon no Theme" (オファニモンのテーマ)                                       |                  | Arisawa Takanori |                  | 1:31       |
| 23.              | "Seraphimon no Theme" (セラフィモンのテーマ)                                      |                  | Arisawa Takanori |                  | 2:15       |
| 24.              | "Digicode!!~Yomigaeru Machi~" (デジコード!!~甦る街~)                              |                  | Arisawa Takanori |                  | 1:48       |
| 25.              | "Innocent ~Mujaki na Mama de~ (TV size)" (イノセント~無邪気なままで~ (TV サイズ)) | Matsuki Yuu      | Chiwata Hidenori | Wada Kouji       | 1:34       |
| 26.              | "Yokoku (FIRE!!)" (予告 (FIRE!!))                                                 |                  | Arisawa Takanori |                  | 0:32       |
| Tổng thời lượng: | Tổng thời lượng:                                                                  | Tổng thời lượng: | Tổng thời lượng: | Tổng thời lượng: | 56:48      |

### Digimon Frontier Character Song Collection: “Salamander”
| STT              | Nhan đề                                                                                                   | Phổ lời          | Phổ nhạc         | Trình bày                       | Thời lượng |
| ---------------- | --- | ---------------- | ---------------- | ------------------------------- | ---------- |
| 1.               | "FIRE!!"                                                                                                  | Yamada Hiroshi   | Oota Michihiko   | Wada Kouji                      | 4:11       |
| 2.               | "Blader ~Duskmon no Theme~" (Blader ~ダスクモンのテーマ~ )                                                | Yamada Hiroshi   | Oota Michihiko   | Suzumura Kenichi                | 4:01       |
| 3.               | "Say, Yes! ~Tomoki no Theme~" (Say, Yes! ~友樹のテーマ~)                                                  | Omori Shouko     | Takahashi Hiro   | Watanabe Kumiko                 | 3:57       |
| 4.               | "Spirit Daisakusen ~Bokomon & Neemon no Theme~" (スピリット大作戦 ~ボコモン&ネーモンのテーマ~)            | Matsui Kyouko    | Oota Michihiko   | Sugiyama Kazuko, Kikuchi Masami | 3:18       |
| 5.               | "Spark!! ~Junpei no Theme~" (スパーク!! ~純平のテーマ~)                                                   | Matsui Kyouko    | Egawa Hiroshi    | Amada Masato                    | 4:53       |
| 6.               | "With The Will"                                                                                           | Oomori Shouko    | Watanabe Cheru   | Wada Kouji                      | 4:07       |
| 7.               | "Kaze no Shizuku ~Izumi no Theme~" (風のしずく ~泉のテーマ~)                                              | Izumikawa Sora   | Izumikawa Sora   | Ishige Sawa                     | 4:10       |
| 8.               | "In The Blue ~Kouji no Theme~" (In The Blue ~輝二のテーマ~)                                               | halta            | halta            | Kamiya Hiroshi                  | 3:57       |
| 9.               | "Oreta Tsubasa de -With Broken Wings- ~Kouichi no Theme~" (折れた翼で –With Broken Wings– ~輝一のテーマ~) | halta            | halta            | Suzumura Kenichi                | 4:28       |
| 10.              | "Salamander ~Takuya no Theme~" (サラマンダー ~拓也のテーマ~)                                              | Yamada Hiroshi   | Oota Michihiko   | Takeuchi Junko                  | 3:57       |
| 11.              | "Ending • Theme: Innocent ~Mujaki Na Mama De~" (エンディング • テーマ イノセント ~無邪気なままで~)        | Matsuki Yuu      | Chiwata Hidenori | Wada Kouji                      | 4:23       |
| Tổng thời lượng: | Tổng thời lượng:                                                                                          | Tổng thời lượng: | Tổng thời lượng: | Tổng thời lượng:                | 45:22      |

### Digimon Frontier Christmas Smile
| STT              | Nhan đề                                                                                     | Phổ lời          | Phổ nhạc         | Trình bày                                                                                    | Thời lượng |
| ---------------- | ------------------------------------------------------------------------------------------- | ---------------- | ---------------- | -------------------------------------------------------------------------------------------- | ---------- |
| 1.               | "More More Happy Christmas"                                                                 | Oomori Shouko    | Watanabe Cheru   | Takeuchi Junko, Kamiya Hiroshi, Watanabe Kumiko, Ishige Sawa, Amada Masato, Suzumura Kenichi | 4:08       |
| 2.               | "With The Will"                                                                             | Oomori Shouko    | Watanabe Cheru   | Takeuchi Junko, Kamiya Hiroshi, Watanabe Kumiko, Ishige Sawa, Amada Masato, Suzumura Kenichi | 4:12       |
| 3.               | "Christmas Night"                                                                           | Wada Kouji       | halta            | Wada Kouji                                                                                   | 5:57       |
| 4.               | "More More Happy Christmas (Original Karaoke)"                                              |                  | Watanabe Cheru   |                                                                                              | 4:08       |
| 5.               | "With The Will (Original Karaoke)"                                                          |                  | Watanabe Cheru   |                                                                                              | 4:12       |
| 6.               | "Christmas Night (Original Karaoke)"                                                        |                  | halta            |                                                                                              | 5:57       |
| 7.               | "Spirit Evolution ~Takuya Hen~ (Self)" (スピリット • エボリューション!! ~拓也編~ (セリフ))  |                  |                  |                                                                                              | 0:19       |
| 8.               | "Spirit Evolution ~Kouji Hen~ (Self)" (スピリット • エボリューション!! ~輝ニ編~ (セリフ))   |                  |                  |                                                                                              | 0:19       |
| 9.               | "Spirit Evolution ~Tomoki Hen~ (Self)" (スピリット • エボリューション!! ~友樹編~ (セリフ))  |                  |                  |                                                                                              | 0:19       |
| 10.              | "Spirit Evolution ~Izumi Hen~ (Self)" (スピリット • エボリューション!! ~泉編~ (セリフ))     |                  |                  |                                                                                              | 0:19       |
| 11.              | "Spirit Evolution ~Junpei Hen~ (Self)" (スピリット • エボリューション!! ~純平編~ (セリフ))  |                  |                  |                                                                                              | 0:19       |
| 12.              | "Spirit Evolution ~Kouichi Hen~ (Self)" (スピリット • エボリューション!! ~輝一編~ (セリフ)) |                  |                  |                                                                                              | 0:21       |
| Tổng thời lượng: | Tổng thời lượng:                                                                            | Tổng thời lượng: | Tổng thời lượng: | Tổng thời lượng:                                                                             | 30:30      |

### Digimon Frontier Best Hit Parade
| STT              | Nhan đề                                                                                                   | Phổ lời          | Phổ nhạc         | Trình bày                      | Thời lượng |
| ---------------- | --- | ---------------- | ---------------- | ------------------------------ | ---------- |
| 1.               | "FIRE!!"                                                                                                  | Yamada Hiroshi   | Oota Michihiko   | Wada Kouji                     | 4:09       |
| 2.               | "Salamander ~Takuya no Theme~" (サラマンダー ~拓也のテーマ~)                                              | Yamada Hiroshi   | Oota Michihiko   | Takeuchi Junko                 | 3:58       |
| 3.               | "Say, Yes! ~Tomoki no Theme~" (Say, Yes! ~友樹のテーマ~)                                                  | Omori Shouko     | Takahashi Hiro   | Watanabe Kumiko                | 3:57       |
| 4.               | "Oreta Tsubasa de -With Broken Wings- ~Kouichi no Theme~" (折れた翼で –With Broken Wings– ~輝一のテーマ~) | halta            | halta            | Suzumura Kenichi               | 4:27       |
| 5.               | "In The Blue ~Kouji no Theme~" (In The Blue ~輝二のテーマ~)                                               | halta            | halta            | Kamiya Hiroshi                 | 3:56       |
| 6.               | "With The Will"                                                                                           | Oomori Shouko    | Watanabe Cheru   | Wada Kouji                     | 4:08       |
| 7.               | "Spark!! ~Junpei no Theme~" (スパーク!! ~純平のテーマ~)                                                   | Matsui Kyouko    | Egawa Hiroshi    | Amada Masato                   | 4:50       |
| 8.               | "The last element"                                                                                        | Yamada Hiroshi   | Watanabe Cheru   | Miyazaki Ayumi (Ayumi)         | 4:06       |
| 9.               | "Innocent ~Mujaki Na Mama De~" (イノセント ~無邪気なままで~)                                              | Matsuki Yuu      | Chiwata Hidenori | Wada Kouji                     | 4:23       |
| 10.              | "Kaze no Shizuku ~Izumi no Theme~" (風のしずく ~泉のテーマ~)                                              | Izumikawa Sora   | Izumikawa Sora   | Ishige Sawa                    | 4:10       |
| 11.              | "An endless tale"                                                                                         | Yamada Hiroshi   | Oota Michihiko   | Wada Kouji, Maeda Ai (AiM)     | 3:44       |
| 12.              | "Get the Biggest Fire!!" (夕陽の約束 ~牧野 留姫のテーマ~)                                                 | Yamada Hiroshi   | Oota Michihiko   | Takeuchi Junko, Kamiya Hiroshi | 8:35       |
| Tổng thời lượng: | Tổng thời lượng:                                                                                          | Tổng thời lượng: | Tổng thời lượng: | Tổng thời lượng:               | 54:22      |